# فيلهيلمينا من براونشفايغ-لونيبورغ
فيلهيلمينا من براونشفايغ-لونيبورغ (بالألمانية: Wilhelmine Amalie von Braunschweig-Calenberg)‏ (21 أبريل 1672 - 10 أبريل 1742)؛ كانت إمبراطورة رومانية مقدسة وملكة المجر وبوهيميا وألمانيا  بزواجها من الإمبراطور يوزف الأول، كانت ابنة يوهان فريدرش دوق براونشفايغ لونيبورغ وبينديكتا هنرييته من بالاتينات، وأيضا هي شقيقة كارلوتا فيليشيتا، دوقة مودينا.